# Kim Ah-young
Kim Ah-young  (en hangul, 김아영; nacida el 31 de octubre de 1994) es una actriz y modelo publicitaria surcoreana.

## Vida personal
Nacida en la ciudad de Bucheon, realizó sus estudios de secundaria en la escuela Maetan, y prosiguió sus estudios en la universidad Yong In, donde se licenció en teatro.

## Carrera
Debutó en agosto de 2019 con la cuarta temporada de la serie web de Naver TV Short Paper, interpretando el papel secundario de Young-ah. En 2021 debutó en televisión tradicional, en el canal educativo EBS, con el papel de Park Ji-hye en la serie The Moment the Heart Shines.
En noviembre de 2022 entró en el mundo de las variedades televisivas al aprecer en la tercera temporada del programa de entretenimiento Saturday Night Live Korea como uno de los miembros del equipo de actores. Su trabajo le valió el premio a la Mejor artista revelación femenina en los 2.os Premios Blue Dragon Series, y por otra parte empezó a ser conocida con el sobrenombre de «Ojos claros» por un personaje que encarnaba en aquella. Su colaboración con el programa siguió en las dos temporadas sucesivas. Además, en 2023 fue presentadora invitada de la producción de MBC Midnight Horror Story. En marzo de ese mismo año había firmado un contrato de representación exclusiva con la agencia AIMC, subsidiaria de Ace Story. También en 2023 comenzó a aparecer en campañas publicitarias de diversos productos, como bebidas multivitamínicas o lentes de contacto.
La actriz cuida su propio canal en YouTube, llamado Ah-young World: «tengo debilidad por él porque hago de todo, desde planificar hasta filmar y editar con mi teléfono celular».
En los últimos meses de 2023 y en 2024 multiplicó sus apariciones en televisión a través de producciones como The Heavenly Idol y De vuelta en Samdal-ri, donde tiene un breve papel como una de las asistentes de la fotógrafa de moda que la protagoniza. Se estrenaron ambas en 2023; en 2024 sus papeles son de mayor espesor: en Ella de día, otra de noche es la mejor amiga de la protagonista (en su versión joven) Lee Mi-jin, una youtuber que la ayuda a encontrar al perro causante de sus problemas; Más tarde, en La jueza del infierno es Lee Ah-rong, uno de los demonios que ayudan al personaje principal, Kang Bit-na (Park Shin-hye). En algunos medios periodísticos nacionales se destacó su «fuerte presencia» que crecía con el paso de los capítulos hasta convertirse, en un giro inesperado, en un personaje principal de la trama.
Mientras tanto, Kim seguía formando parte del equipo de actores del programa de entretenimiento Saturday Night Live Korea por tercer año consecutivo. En él fue objeto de polémicas la entrevista paródica a la reciente ganadora del Premio Nobel de Literatura Han Kang, en la que Kim encarnaba a la escritora. La parodia molestó o no gustó a muchos observadores y críticos televisivos; uno de estos últimos la consideró decepcionante, porque se reducía a aspectos físicos como la apariencia y el modo de hablar de Han Kang y no a aspectos de su obra, en contraste con las más brillantes parodias de políticos y celebridades habituales en el programa.

## Filmografía

### Series de televisión
| Año  | Título                        | Papel                | Canal    | Notas                    | Ref.               |
| ---- | ----------------------------- | -------------------- | -------- | ------------------------ | ------------------ |
| 2019 | Short Paper                   | Young-ah             | Naver TV | Serie web, 4.ª temporada | [ 2 ]              |
| 2021 | The Moment the Heart Shines   | Park Ji-hye          | EBS1     |                          | [ 3 ]              |
| 2023 | The Heavenly Idol             | Empleada de LLM Ent. | tvN      | Cameo                    | [ 16 ]             |
| 2023 | De vuelta en Samdal-ri        | Ko Eun-bi            | JTBC     |                          | [ 7 ]              |
| 2024 | Un buen día para ser un perro | Do Min-kyung         | MBC      | Cameo, ep. 14            | [ 17 ]             |
| 2024 | Ella de día, otra de noche    | Do Ga-young          | JTBC     |                          | [ 8 ] [ 9 ] [ 18 ] |
| 2024 | La jueza del infierno         | Lee Ah-rong          | SBS      |                          | [ 19 ] [ 20 ]      |
| 2024 | Dog Knows Everything          | Jju-mi               | KBS2     | Cameo, ep. 1             | [ 21 ] [ 22 ]      |
| 2025 | La primera noche con el duque | Seol-gi              | KBS2     | Aparición especial       | [ 23 ]             |

## Otras actividades

### Variedades televisivas
| Año     | Título                    | Función            | Canal        | Notas          | Ref.                 |
| ------- | ------------------------- | ------------------ | ------------ | -------------- | -------------------- |
| 2022-24 | Saturday Night Live Korea | Miembro del equipo | Coupang Play | Temporadas 3-5 | [ 24 ] [ 25 ] [ 16 ] |
| 2023    | Midnight Horror Story     | Invitada           | MBC          | Temporada 3    | [ 2 ]                |
| 2024    | Running Man               | Invitada           | SBS          | 27 de octubre  | [ 26 ]               |

## Premios y nominaciones
| Año  | Premios            | Categoría                         | Papel                               | Resultado | Ref.   |
| ---- | ------------------ | --------------------------------- | ----------------------------------- | --------- | ------ |
| 2023 | Blue Dragon Series | Mejor artista revelación femenina | Saturday Night Live Korea (temp. 3) | Ganadora  | [ 1 ]  |
| 2024 | Korea First Brand  | Premio Hot Icon                   | Kim Ah-young                        | Ganadora  | [ 27 ] |